# Paul Gruber
Paul Blake Gruber (Sauk City, 24 febbraio 1965) è un ex giocatore di football americano statunitense che ha giocato nel ruolo di offensive tackle nella National Football League. Al college giocò a football a Wisconsin.

## Carriera professionistica
Gruber fu scelto come quarto assoluto nel Draft NFL 1988 dai Tampa Bay Buccaneers trascorrendovi tutta la carriera. Nelle sue prime cinque stagioni non saltò una sola partita e in dodici anni ne disputò 183, tutte come titolare, un record di franchigia in seguito superato da Derrick Brooks nel 2007. Per la maggior parte della carriera fu una delle poche luce della squadra che sperimentò le peggiori stagioni della sua storia. Si ritirò dopo una frattura alla gamba che gli fece perdere la maggior parte della stagione 1999, in cui i Bucs raggiunsero la finale della NFC.
Il 6 giugno 2012, Gruber fu annunciato come quarto membro del Tampa Bay Buccaneers Ring of Honor, unendosi a Lee Roy Selmon, John McKay e Jimmie Giles, indotti nel 2009.

## Palmarès
- All-Pro: 2

1991, 1992
- PFWA All-Rookie Team - 1988
- Tampa Bay Buccaneers Ring of Honor

## Statistiche
| Partite             | 183 |
| Partite da titolare | 183 |